# انگلیسی بریتانیایی

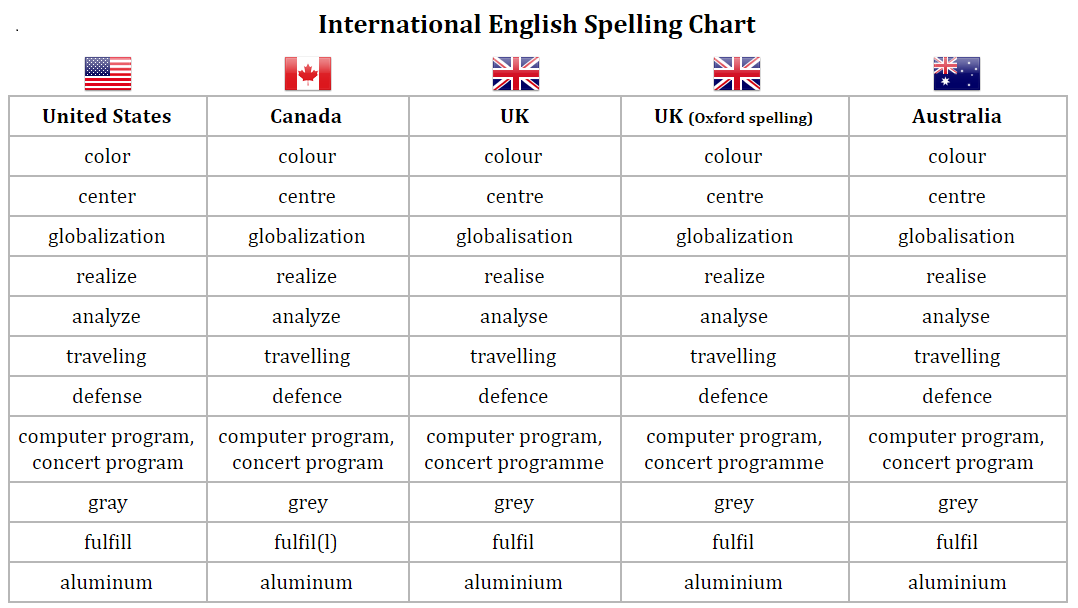
بررسی اجمالی تفاوت گویش‌های گسترده‌ی انگلیسی

انگلیسی بریتانیایی (or BrEn, BrE, BE, en-UK or en-GB) لفظ گسترده‌ای ست که برای تمایز گونه‌های زبان انگلیسی به کار رفته در بریتانیا از گونه‌های به کار رفته در سایر مکان‌ها به کار می‌رود.
بین گونه‌های مختلف نوشتاری انگلیسی بریتانیایی گوناگونی‌های منطقه‌ای اندکی وجود دارد.

## تفاوت با انگلیسی آمریکایی
درحالیکه، برخی از کلمات بریتانیایی مانند «naff»، «semi» یا «busk» برای شهروند امریکایی قابل فهم نیستند، از این کلمات برای بسیاری از بریتانیایی‌ها به ترتیب معانی «شلغم روغنی»، «بادمجان» یا حتی «مدفوع کبوتر» استنباط می‌شود. در ایالات متحده در استفاده از «knocked up» باید محتاط بود: این عبارت در بریتانیا به معنای «بیدار کردن با زدن به در» است اما در آمریکا به معنی «باردارشدن» است.
از دیگر تفاوت های این دو گویش میتوان به واژگانی همچون{ آسانسور (در [انگلیسی آمریکا]]: elevator) (انگلیسی بریتانیا:lift)},{پشمک (انگلیسی آمریکا:cotton candy)(انگلیسی بریتانیا:candy floss)} اشاره کرد.
همچنین درمورد تفاوت تلفظ در این دو گویش میتوان به تبدیل صدای t به نوعی d لفظی هنگامی که t در میان دو حرف صدادار قرار میگیرد در گویش آمریکایی اشاره کرد این در حالیست که انگلیسی زبانان بریتانیا آن را به صورت گونه ای  t که از ته حلق تلفظ میشود , تلفظ می کنند.

## نگارخانه

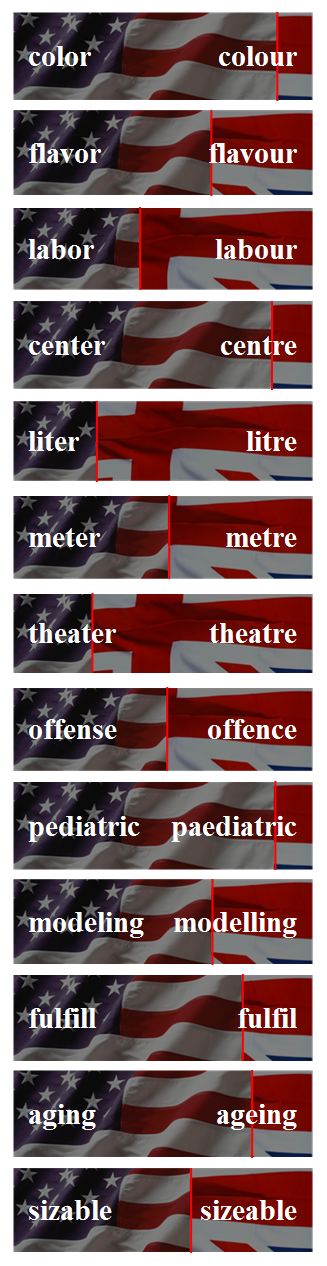
تفاوت برخی واژه‌های بریتانیایی و آمریکایی